# IEEE 802.11e
802.11e это поправки к стандарту IEEE 802.11, которые определяют серию улучшений Quality of Service для приложений, работающих в WLAN сетях. Данные поправки изменяют Media Access Control (MAC) уровень стандарта IEEE 802.11. Стандарт заботится о чувствительных к задержкам приложениях, таких как Voice over Wireless IP и Streaming Multimedia.

## Оригинальный 802.11 MAC

### DCF
Базовый 802.11 MAC уровень использует Distributed Coordination Function (DCF), чтобы разделить эфир между множеством станций. DCF основывается на CSMA/CA и опционально на 802.11 RTS/CTS, чтобы разделить эфир между станциями. Это создаёт несколько ограничений:
- при одновременном взаимодействии большого количества станций происходит множество коллизий, которые снижают общую доступную ширину канала (также как в Ethernet, который использует CSMA/CD).
- нет разделения на трафик по приоритету.
- если станция «выигрывает» доступ к эфиру, она может занимать его столько, сколько ей нужно. И если эта станция имеет низкую пропускную способность (например, 1 Mbit/s), то ей понадобится продолжительное время для передачи данных, и все остальные станции будут страдать от этого.
- и самое важное — это отсутствие гарантий QoS.

### PCF
Оригинальный 802.11 MAC определяет также другую функцию координации, названную Point Coordination Function (PCF), она доступна только в режиме «инфраструктуры», в котором станции соединены с сетью через Точку Доступа (Access Point — AP). Этот режим опционален и очень немногие AP и WiFi адаптеры реализуют его. AP посылает «сигнальные» фреймы через постоянные промежутки времени (обычно 0.1 секунды). Между этими фреймами, PCF определяет два периода: Contention Free Period (CFP) и Contention Period (CP). В CP просто используется DCF. А в CFP AP посылает Contention Free — Poll (CF-Poll) пакеты каждой станции по одному за раз, чтобы дать им право посылать пакеты. AP является координатором. Это позволяет лучше управлять QoS. К несчастью PCF имеет ограниченную поддержку и некоторые ограничения (например, она не определяет классы трафика).

## 802.11e MAC Protocol Operation
802.11e расширяет DCF и PCF, двумя новыми функциями координации: Enhanced DCF (EDCF) и Hybrid Coordination Function (HCF) (HCF может быть названа Enhanced PCF). И EDCF, и HCF определяют Traffic Classes (TC, Классы Трафика). Например, электронные письма могут быть отнесены к трафику с низким приоритетом, а Voice over Wireless IP (VoWIP) к высокому.

### EDCF
С EDCF трафик с высоким приоритетом имеет больший шанс быть отправленным, чем трафик с более низким. В среднем, станция с трафиком более высокого приоритета ждёт немного меньше перед отправкой пакета, чем станция с трафиком меньшего приоритета. Реальных гарантий нет, но это наилучший получившийся вариант QoS. В силу лёгкого применения и настройки, множество людей выбрало эту функцию координации.

### HCF
HCF работает во многом схоже с PCF: интервалы между сигнальными фреймами делятся на два периода, CFP и CP. Во время CFP, Hybrid Coordinator (HC, обычно AP) контролирует доступ в эфир. А во время CP, все станции функционируют по EDCF. Главное различие от PCF заключается в том, что присутствуют Traffic Classes (TC). Также HC может координировать трафик любым выбранным им способом (а не только циклически). Кроме того станции дают информацию о длине их очередей для каждого TC. HC может использовать эту информацию для того, чтобы дать одной станции больший приоритет. Другое отличие заключается в том, что станциям даётся Transmit Opportunity (TXOP): они могут посылать несколько пакетов друг за другом, в выделенный им период времени выбранный HC. Во время CP, HC может оставить себе контроль над доступом в эфир, посылая CF-Poll пакеты станциям. Вкратце, HCF это наиболее продвинутая (и сложная) функция координации. С HCF, QoS может быть настроен очень точно: такие вещи, как контроль пропускной способности, справедливость среди станций, классы трафика, дрожание, и многие другие могут быть сконфигурированы в HC.
Любая AP совместимая с 802.11e, должна поддерживать ECDF и HCF. Различие между 802.11e AP-ми будет заключаться в QoS для разных TC: некоторые например, могут поддерживать только базовые возможность настройки контроля пропускной способности, в то время как другие могут пойти дальше и дать возможность контролировать дрожание.